# 1613
| [ Edytuj tabelę ]              | |
| Król Polski                    | - 1587 Zygmunt III Waza 1632 |
| Współksiążęta Andory           | - 1610 Bernat de Salba i Salba 1622 - 1610 Ludwik XIII 1643                                                                                        |
| Król Anglii i Szkocji          | - 1603 Jakub I 1625 |
| Elektor Brandenburgii          | - 1608 Jan Zygmunt 1619 |
| Książę Bawarii                 | - 1597 Maksymilian I Bawarski 1623 |
| Sułtan Brunei                  | - 1605 Hassan 1619 |
| Cesarz Chin                    | - 1572 Wanli 1620 |
| Król Czech                     | - 1611 Maciej Habsburg 1619 |
| Król Danii                     | - 1588 Chrystian IV 1648 |
| Dalajlama                      | - 1589 Jonten Gjaco 1616 |
| Cesarz Etiopii                 | - 1606 Susnyjos I 1632 |
| Król Francji                   | - 1610 Ludwik XIII 1643 |
| Król Hiszpanii                 | - 1598 Filip III 1621 |
| Landgraf Hesji-Kassel          | - 1592 Maurycy Uczony 1627 |
| Stadhouder Holandii            | - 1584 Maurycy Orański 1625 |
| Szach Iranu                    | - 1587 Abbas I Wielki 1629 |
| Państwo Wielkich Mogołów       | - 1605 Dżahangir 1627 |
| Król Irlandii                  | - 1603 Jakub I Stuart 1625 |
| Cesarz Japonii                 | - 1611 Go-Mizunoo 1629 |
| Kalif                          | - 1603 Ahmed I 1617 |
| Patriarcha Konstantynopola     | - 1612 Tymoteusz II 1620 |
| Władca Korei                   | - 1608 Kwanghaegun 1623 |
| Książę Kurlandii i Semigalii   | - 1587 Fryderyk Kettler 1642 - 1587 Wilhelm Kettler 1616                                                                                           |
| Książę Liechtensteinu          | - 1608 Karol I 1627 |
| Książę Monako                  | - 1612 Honoriusz II 1662 |
| Król Nawarry                   | - 1610 Ludwik XIII 1643 |
| Król Norwegii                  | - 1588 Chrystian IV 1648 |
| Sułtan Omanu                   | - 1560 Abd Allah ibn Muhammad 1624 |
| Elektor Palatynatu             | - 1610 Fryderyk V 1623 |
| Papież                         | - 1605 Paweł V 1621 |
| Książę Parmy i Piacenzy        | - 1592 Ranuccio I 1622 |
| Król Portugalii                | - 1598 Filip II 1621 |
| Książę w Prusach               | - 1568 Albrecht Fryderyk 1618 - 1608 Jan Zygmunt 1620                                                                                              |
| Car Rosji                      | - 1610 Władysław IV Waza 1613 - 1613 Michał I 1645                                                                                                 |
| Cesarz Rzymski (niemiecki)     | - 1612 Maciej Habsburg 1619 |
| Kapitanowie Regenci San Marino | - 1612 Pietro Tosini Corbelli Innocenzo Bonelli 1613 - 1613 Camillo Bonelli Lattanzio Valli 1613 - 1613 Annibale Belluzzi Giambattista Fabbri 1614 |
| Elektor Saksonii               | - 1611 Jan Jerzy I Wettyn 1656 |
| Król Szkocji                   | - 1567 Jakub VI 1625 |
| Król Szwecji                   | - 1611 Gustaw II Adolf 1632 |
| Król Tajlandii                 | - 1611 Songtham 1628 |
| Sułtan Turków                  | - 1603 Ahmed I 1617 |
| Doża Wenecji                   | - 1612 Marcantonio Memmo 1615 |
| Król Węgier                    | - 1608 Maciej 1619 |
| Książęta Wirtembergii          | - 1608 Jan Fryderyk 1628 |

Rok 1613 / MDCXIII
stulecia: XVI wiek ~
XVII wiek ~
XVIII wiek

lata: 1603 «
1608 «
1609 «
1610 «
1611 «
1612 «
1613
» 1614
» 1615
» 1616
» 1617
» 1618
» 1623

## Wydarzenia w Polsce
- 14 kwietnia – w czasie nocnego napadu na zbór w Aleksandrowicach fanatycy katoliccy pobili pastora, a budynek po obrabowaniu podpalili[1].
- 27 kwietnia – wybuchł wielki pożar w Gnieźnie, który strawił ratusz, budynek wagi miejskiej, kancelarię grodzką i liczne domy; zniszczył synagogę, klasztor Franciszkanów i Klarysek.

- Ostrowiec Świętokrzyski uzyskał prawa miejskie.
- Pierwsze powołanie przez Sejm niestałej komisji do kontroli Skarbu Państwa, zwanej też Komisją Radomską.
- W kościele bernardynów w Przeworsku umieszczono obraz Matki Bożej Pocieszenia, który wkrótce został otoczony kultem wiernych i zasłynął łaskami.

## Wydarzenia na świecie
- 20 stycznia – został podpisany układ pokojowy w Knäred kończący wojnę kalmarską.
- 3 marca – Michał I został wybrany przez Sobór Ziemski na cara Rosji (według kalendarza juliańskiego 21 lutego).
- 27 marca – w najstarszej angielskiej osadzie Cupids na Nowej Fundlandii urodziło się pierwsze angielskie dziecko na terenie dzisiejszej Kanady.
- 29 maja – w niemieckiej Turyngii potężna burza wywołała powódź, w wyniku której zginęło 2261 osób.
- 11 czerwca – koronacja Michała I na cara Rosji.
- 29 czerwca – spłonął londyński Globe Theatre; jednym z jego udziałowców był William Szekspir, a wystawiano tam premiery jego utworów oraz sztuki Bena Jonsona i Johna Webstera.

- Masamune Date wysłał 180-osobową misję dyplomatyczną do Rzymu.

## Urodzili się
- 2 lutego – Natalis Chabanel, francuski jezuita, misjonarz w Kanadzie, męczennik, święty katolicki (zm. 1649)
- 24 lutego – Mattia Preti, włoski malarz i freskant okresu baroku (zm. 1699)
- 12 marca – André Le Nôtre, francuski architekt krajobrazu (zm. 1700)
- 13 października – Karol Ferdynand Waza, s. Zygmunta III Wazy, biskup (zm. 1655)
- 19 października – Karol z Sezze, włoski franciszkanin, mistyk, święty katolicki (zm. 1670)

## Zmarli
- 18 stycznia – Regina Protmann, zakonnica, błogosławiona katolicka (ur. 1552)
- 14 lutego – Jan Chrzciciel od Poczęcia, hiszpański zakonnik, reformator zakonu trynitarzy, święty Kościoła katolickiego (ur. 1561)
- 27 marca – Zygmunt Batory, książę Siedmiogrodu, bratanek Stefana Batorego (ur. 1572)
- 22 czerwca – Sebastian Lubomirski, polski szlachcic, kasztelan wojnicki, biecki i małogoski, poseł na sejm, senator (ur. ok. 1546)
- 2 lipca – Bartłomiej Pitiscus, matematyk, astronom i teolog kalwiński (ur. 1561)
- 8 września – Carlo Gesualdo, kompozytor włoski (ur. 1566)

- data dzienna nieznana: 
  - Jakub Potocki, wojewoda bracławski, kasztelan kamieniecki (ur. ok. 1554)

## Święta ruchome
- Tłusty czwartek: 14 lutego
- Ostatki: 19 lutego
- Popielec: 20 lutego
- Niedziela Palmowa: 31 marca
- Wielki Czwartek: 4 kwietnia
- Wielki Piątek: 5 kwietnia
- Wielka Sobota: 6 kwietnia
- Wielkanoc: 7 kwietnia
- Poniedziałek Wielkanocny: 8 kwietnia
- Wniebowstąpienie Pańskie: 16 maja
- Zesłanie Ducha Świętego: 26 maja
- Boże Ciało: 6 czerwca